# Le Voyage en pyjama
Pour plus de détails, voir Fiche technique et Distribution.
Le Voyage en pyjama est une comédie dramatique française réalisée par Pascal Thomas, sortie en 2023.

## Fiche technique
Sauf indication contraire, les informations mentionnées dans cette section peuvent être confirmées par les bases de données cinématographiques IMDb et Allociné,  présentes dans la section « Liens externes ».
- Titre original : Le Voyage en pyjama
- Titres de travail : Encore quelques instants de bonheur ou La Compagnie des femmes
- Réalisation : Pascal Thomas
- Scénario : Pascal Thomas et Nathalie Lafaurie
- Musique : Reinhardt Wagner
- Décors : Hélène Dubreuil
- Costumes : Ariane Viallet
- Photographie : Jean Marc Fabre
- Son : Frédéric de Ravignan et Yves Servagent
- Montage : Ariane
- Production :  Éric Langlois - Nathalie Lafaurie
- Sociétés de production : Numéro Sept - Les Films Français
- Société de distribution : Studiocanal
- Budget : 1,72 million d'euros
- Pays de production :  France
- Langue originale : français
- Format :
- Genre : Comédie dramatique
- Durée : 89 minutes
- Dates de sortie :
  - France : 24 août 2023 (Angoulême) ; 17 janvier 2024 (en salles)

## Distribution
- Alexandre Lafaurie : Paul-Émile dit Victor
- Constance Labbé : Antonella
- Barbara Schulz : Anne
- Christian Vadim : Philippe Kruger dit Dr K
- Anouchka Delon : Sofia Kruger
- Lolita Chammah : Camille
- Louis-Do de Lencquesaing : Frédéric
- Stella Trotonda : Victoria
- Emmanuelle Bouaziz : Karine
- Marguerite Perrotte : Delphine
- Pierre Arditi : Jules César
- Anny Duperey : la grand-mère d'Antonella
- Stéphanie Crayencour : Elke
- Léa Rostain : Angela
- Philippe Lelièvre : le Dr Jean-Félix Laporte
- Irène Jacob : Florence Laporte
- Hippolyte Girardot : Vladimir Desrosiers
- Claude Perron : Sybille
- Maïra Schmitt : Hermine
- Raphaèle Bouchard : l'infirmière, mère d'Hermine
- Laurent Dassault : le contrôleur SNCF
- Oriane Rebours : la mère de Victor